# ملف حث

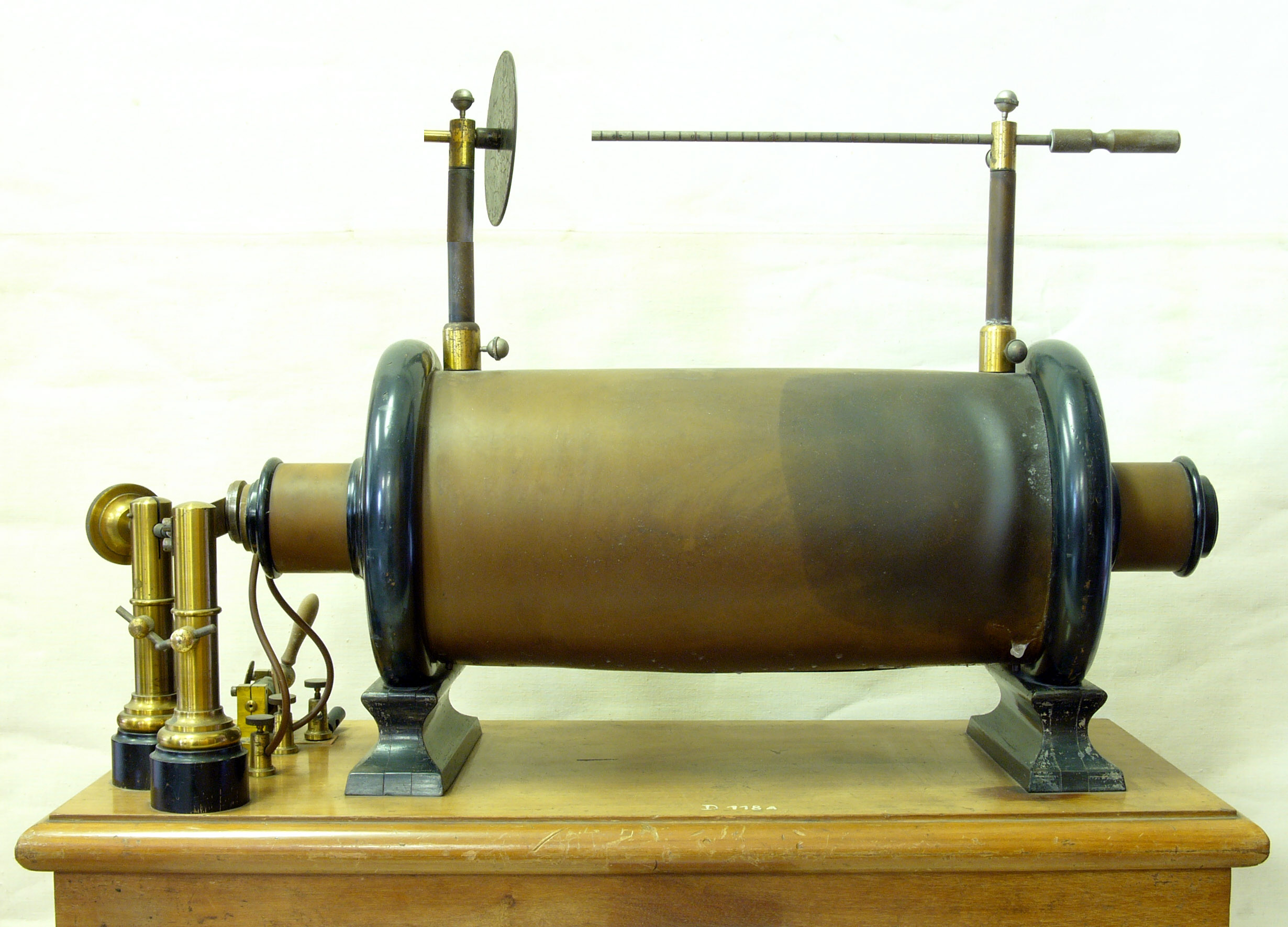
ملف حث يعود إلى حوالي سنة 1900 في ألمانيا.

مخطط لمكونات ملف الحث؛ M: نواة مغناطيسية؛ P: ملف أولي؛ S: ملف ثانوي؛ G: فراغ من الهواء حيث تتولد الشرارة؛ A: القاطع الكهربائي؛ K نقاط تماس؛ C: مكثف؛ B: منبع تيار مستمر.

ملف الحث (ملاحظة 1) هو محوّل كهربائي بسيط. يتألف ملف الحث من ملفين (وشيعتين)؛ ملف أولي (قليل اللفات) وملف ثانوي (كثير اللفات) حول نواة من قطعة معدنية ممغنطة مشتركة. يولد نبضات من تيار متردد عالي الفلطيّة في الملفّ الثانوي (الكثير اللفّات) من منبع تيار مستمر قليل الفلطية في المِلفّ الأوّلي (القليل اللفّات). من أجل تأمين حدوث تغيرات في التدفق، والضرورية من أجل حث تشكل الفلطية في الملف الثانوي، فإن التيار المستمر في الملف الأولي يقطع بشكل متكرر بواسطة مفتاح كهربائي ميكانيكي يدعى القاطع الكهربائي.
استخدم ملف الحث في أوائل القرن العشرين في توليد التيار الكهربائي المتردد في عدد من الأجهزة الكهربائية ذات الاستخدامات المختلفة؛ أما التطبيق الشائع له حالياً ففي مولد شرارة الإشعال في محركات الاحتراق الداخلي.